# Niwiska (gmina)
Pour les articles homonymes, voir Niwiska.
Niwiska est une gmina rurale du powiat de Kolbuszowa, Basses-Carpates, dans le sud-est de la Pologne. Son siège est le village de Niwiska, qui se situe environ 12 km à l'ouest de Kolbuszowa et 36 km au nord-ouest de la capitale régionale Rzeszów.
La gmina couvre une superficie de 95,192 km2 pour une population de 5 780 habitants.

## Géographie
La gmina inclut les villages de Hucina, Hucisko, Kosowy, Leszcze, Niwiska, Przyłęk, Siedlanka, Trześń et Zapole.
La gmina borde les gminy de Cmolas, Kolbuszowa, Mielec, Ostrów, Przecław et Sędziszów Małopolski.